# Eduard Stucken

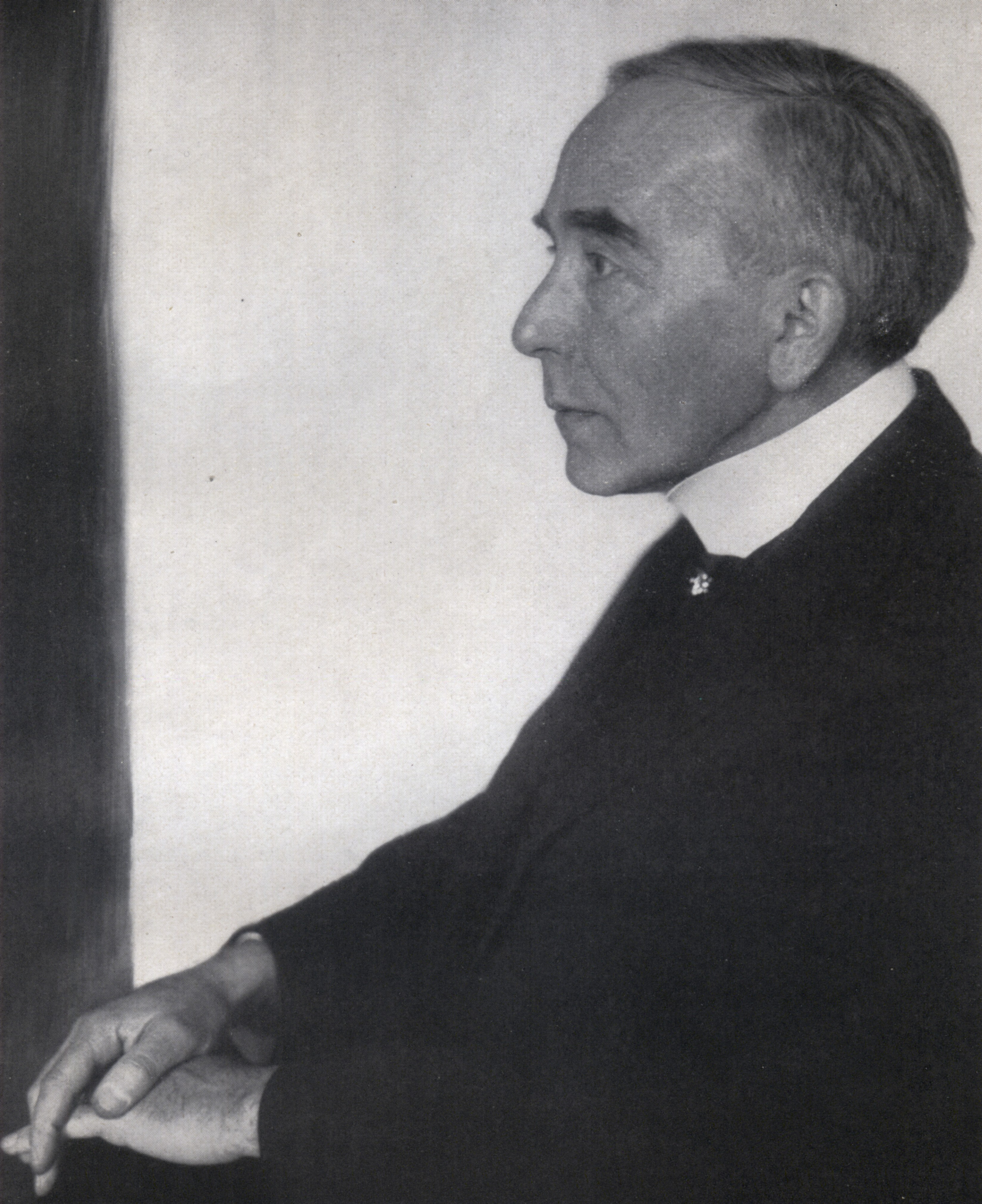
Eduard Stucken (Foto: Hugo Erfurth)

Eduard Stucken (* 18. März 1865 in Moskau; † 9. März 1936 in Berlin) war ein deutscher Schriftsteller.

## Leben und Werk
Ludwig Eduard Stuckens Vater Carl Stucken wanderte 1849 in die USA aus und ging von dort (als amerikanischer Staatsbürger) nach Moskau, wo er fortan den Russland-Zweig des kaufmännischen Familienunternehmens Stucken leitete und Charlotte Luise Kupffer heiratete, die Tochter eines wohlhabenden Kaufmanns aus Kurland. 1876, mit elf Jahren, zog Eduard zur Familie seiner Tante mütterlicherseits nach Dresden, wo er das Vitzthumsche Gymnasium besuchte. Von 1882 bis 1884 absolvierte er eine kaufmännische Ausbildung in Bremen und studierte anschließend in Dresden und Berlin Kunstgeschichte, Assyriologie und Ägyptologie. Er war zeitweise bei der Deutschen Seewarte in Hamburg tätig und unternahm ausgedehnte Reisen, die ihn u. a. nach Griechenland, auf die Krim, in den Kaukasus sowie nach Italien und England führten. 1890/91 nahm er an einer wissenschaftlichen
Expedition nach Syrien teil.
Ab 1891 lebte Stucken als freier Schriftsteller in Berlin. In den folgenden Jahrzehnten veröffentlichte er neben wissenschaftlichen Studien zu ethnologischen und sprachhistorischen Themen ein umfangreiches literarisches Werk, das Romane, Erzählungen, Gedichte und Theaterstücke umfasst.

„Stuckens Werk, zu dem auch wissenschaftliche Schriften gehören, lässt sich als einen groß angelegten Versuch deuten, Europas Zivilisationsgeschichte und Gegenwart über den kulturkritischen Kontrast zu ebenso weit gespannten wie phantastischen Welten von Mittel- und Südamerika bis Polynesien zu verstehen.“

In einer Rezension zur Buchausgabe von Stuckens Versdichtungen Die Flammenbraut und Blutrache (1892) heißt es:

„Die formschönen, gereimten, jambischen Verse und die Ausgestaltung des gut erfundenen tragischen Stoffes lassen in dem Dichter ein nicht gewöhnliches Talent vermuthen. Tiefe seelische Conflicte, die sich in schmerzlicher, aber durch und durch edler, consequenter und erhabener Weise auflösen, bilden schwarze, aber schöne Schatten in einem farbenprächtigen Bild südländischer Naturschönheiten.“

In seinen frühen, neuromantischen Dramen, die durchaus nicht unumstritten waren, verarbeitete er häufig Stoffe aus der keltischen Sagenwelt.

„Um die Jahrhundertwende können zwei verschiedene Typen der Gralliteratur unterschieden werden: Einer, in dem der Gral als Ganzheitssymbol für eine nicht zersplitterte einheitliche Welt, sei es eher in philosophischem oder auch im christlichen Sinne steht, und ein anderer Typ, bei dem nicht der Gral, sondern der Gralheld als ewiger Sucher nach Einheit mit sich selbst das Paradigma bietet. Eduard Stucken vereint in seinen Dramen aus dem Artuskreis, die er im Jahre 1924 zu einer Folge Der Gral, ein dramatisches Epos zusammenstellt, beide Dimensionen.“

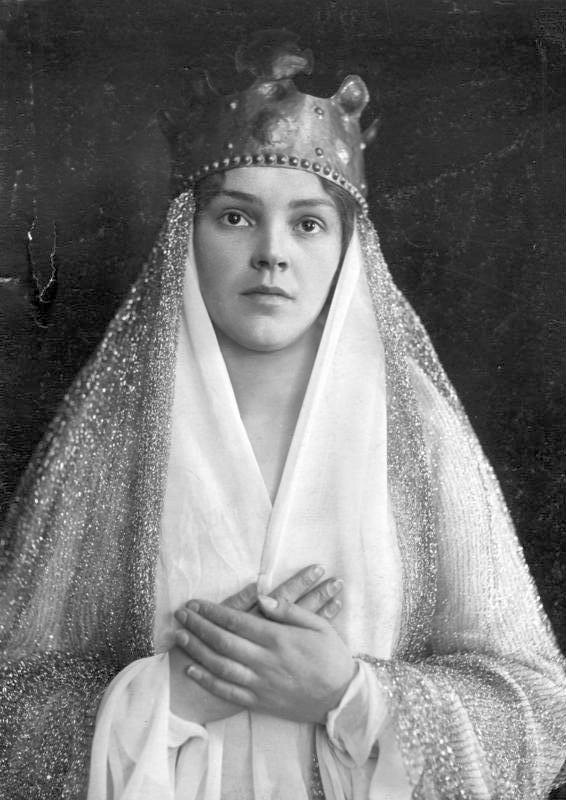
Leopoldine Konstantin als Maria in der Inszenierung von Stuckens Gawân in den Berliner Kammerspielen, 1910.

Seinen größten Erfolg erzielte Stucken mit dem vierbändigen Roman Die weißen Götter, in dem der Untergang des Aztekenreiches geschildert wird. In seinem Essay Mußte ich „Die weißen Götter“ schreiben? gibt der Autor zu bedenken:

„Ohne die Erschütterungen des Krieges hätte ich es mir nicht zum Ziel gesetzt, im Untergang Mexikos unsere Zeit und unser Schicksal zu spiegeln […] vorgeschwebt hat mir ein Symbol: eine Art Götterdämmerung und Weltbrand, das Schreckensbild einer Kulturvernichtung, einer Kulturausrottung mit Stumpf und Stiel – wie sie seit Ninives und Ilions Fall immer wieder möglich gewesen ist und immer auf Erden möglich sein wird.“

Insbesondere wegen seiner Weltabgewandtheit war und ist der Jugendstil vielen Intellektuellen verhasst. So notierte der damals im New Yorker Exil lebende Autor und Literaturwissenschaftler Werner Vordtriede (der übrigens auf den Tag genau 50 Jahre nach Stucken geboren wurde) am 21. Februar 1943 in sein Tagebuch: „In der Public Library las ich auch dieser Tage drei Gedichtbände von Eduard Stucken, um mich über ihn zu informieren (lebt er wohl noch?), nämlich Balladen, Das Buch der Träume und Die Insel Perdita. Das ist wohl das Geschmackloseste an Versen, was ich seit langem gelesen habe. Der gräßliche Buchschmuck von Fidus paßt ausgezeichnet dazu. […]“ Als Beispiel für die genannten Werke hier die 16. und 17. Strophe des Gedichts Das Haar des Mondes nebst Illustration aus dem Band Balladen (1898):
[…]

Fidus’ Illustration zu Eduard Stuckens Ballade „Das Haar des Mondes“

Als ich dann die Welt des Lichts erklommen,

hat der Mond mich auf den Schoss genommen,

und sein langes silbern Haargelock,

dessen Strähnen bis zur Erde kommen,

hüllte er um mich wie einen Rock.

Zum Geschenk gab ich ihm meine Tränen.

Und er rieb mit seinen Silbersträhnen

alle Flecken meines Leibes ab,

auch die Männerküsse all, mit denen

ich bedeckt war, als ich stieg ins Grab.

[…]

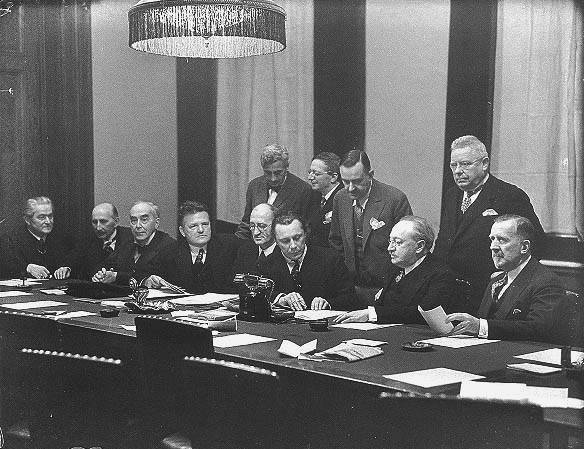
Stucken (3. von links, sitzend) in einer Senatssitzung der Sektion für Dichtung der Preußischen Akademie der Künste, 1929

Eduard Stucken gehörte der Sektion für Dichtung an der Preußischen Akademie der Künste an, in deren Senat er am 9. Oktober 1928 gewählt wurde. Auch nach den nationalsozialistischen Säuberungen der Akademie im Jahre 1933 blieb er deren Mitglied; im Oktober 1933 zählte er neben Gottfried Benn und Ina Seidel zu den 88 Unterzeichnern des „Gelöbnisses treuester Gefolgschaft“, einer an Hitler gerichteten Ergebenheitsadresse regimetreuer deutscher Autoren. So wie Jochen Klepper oder Peter Suhrkamp auch, war er Mitglied der Reichsschrifttumskammer; dies war die Voraussetzung, um während der NS-Zeit schriftstellerisch tätig sein zu können. Knapp zweieinhalb Jahre später starb er nach langer Krankheit – kurz vor Vollendung seines 71. Lebensjahres – in seiner Berliner Wohnung in der Burggrafenstraße 2a (heute Bezirk Tiergarten). Er wurde auf dem Alten Annenfriedhof in Dresden beigesetzt.

## Familie
Ein Großonkel Stuckens mütterlicherseits war der deutschbaltische Physiker Adolph Theodor Kupffer, ein Großonkel väterlicherseits der Ethnologe und Gründungsdirektor des Berliner Völkerkundemuseums Adolf Bastian.
In erster Ehe war Stucken seit 1898 mit Ania geb. Lifschütz verheiratet, die am 19. August 1924 in Saaleck starb und auch dort bestattet wurde. Nachdem er sich an seinem 60. Geburtstag mit der um etwa dreißig Jahre jüngeren Anna Schmiegelow verlobt hatte, heirateten die beiden am 6. September 1925 in Saaleck; am 8. Juli 1926 wurde ihr gemeinsamer Sohn Tankred geboren.
Eduard Stucken: An Anna

Hell wie Mondglanz Wald und Feld beschneit,

Bringst du Licht in meine Einsamkeit.

Mond bist du, auch Frührot, Morgenwind –:

Nachtspuk scheucht der junge Tag, dein Kind.

Unser Sonnenkind … ist’s deins? ist’s meins?

Lies in seinem Blick: wir drei sind eins!

## Werke

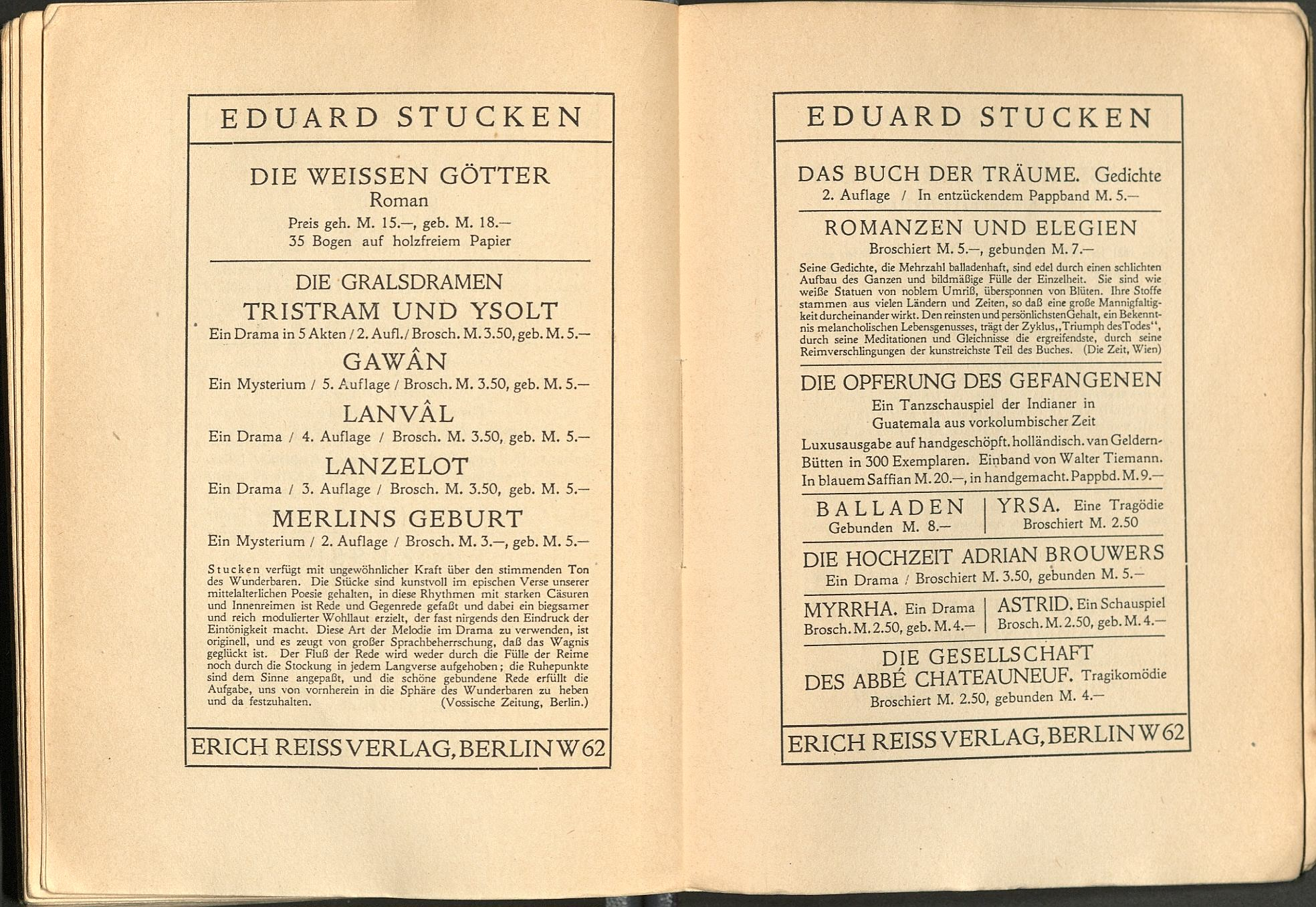
Anzeige bei Erich Reiss (1919)

- Die Flammenbraut. Blutrache. Zwei Dichtungen [Erzählungen in Versform]. Schulzesche Hof-Buchhandlung von A. Schwartz, Oldenburg u. Leipzig 1892
- Astralmythen der Hebräer, Babylonier und Ägypter (Abraham – Lot – Jakob – Esau – Mose). Leipzig 1896–1907 (Digitalisat im Internet Archive)
- Yrsa. Eine Tragödie in drei Akten. S. Fischer, Berlin 1897 (Digitalisat im Internet Archive)
- Balladen. Buchschmuck von Fidus. S. Fischer, Berlin 1898 (Digitalisat der 1920 im Erich Reiss Verlag erschienenen 2., veränderten Auflage im Internet Archive)
- Gawân. Ein Mysterium. S. Fischer, Berlin 1901 (Digitalisat der 1901 Dreililien Verlag, Berlin, erschienenen 2. Auflage im Internet Archive; ab 3. Aufl.: Erich Reiss Verlag, Berlin 1910 ff.)
- Hine-Moa. Neuseeländische Sage in Versen. Breslauer & Meyer, Berlin 1901 (Digitalisat im Internet Archive)
- Beiträge zur orientalischen Mythologie. In: Mitteilungen der Vorderasiatischen Gesellschaft ([№] 4, 7. Jg.). Preiser, Berlin 1902, S. 46–72
- Lanvâl. Ein Drama. Dreililien Verlag, Berlin 1903 (Digitalisat der 1910 im Erich Reiss Verlag erschienenen 2. Auflage im Internet Archive)
- Myrrha. Drama in vier Akten. Erich Reiss, Berlin 1908 (Digitalisat im Internet Archive)
- Die Gesellschaft des Abbé Châteauneuf. Tragikomödie in einem Akt. Erich Reiss, Berlin 1909
- Lanzelot. Drama in fünf Akten. Erich Reiss, Berlin 1909 (Digitalisat im Internet Archive)
- Astrid. Drama in vier Akten. Erich Reiss, Berlin 1910 (Digitalisat im Internet Archive)
- Romanzen und Elegien. Erich Reiss, Berlin 1911 (Digitalisat im Internet Archive)
- Merlins Geburt. Ein Mysterium. Erich Reiss, Berlin 1913 (Digitalisat im Internet Archive)
- Die Opferung des Gefangenen. Ein Tanzschauspiel der Indianer in Guatemala aus vorkolumbischer Zeit. Frei übersetzt und bearbeitet von Eduard Stucken. Mit einem Nachwort. Erich Reiss, Berlin 1913 (Digitalisat im Internet Archive)
- Der Ursprung des Alphabets und die Mondstationen. Hinrichs, Leipzig 1913 (Digitalisat im Internet Archive)
- Die Hochzeit Adrian Brouwers. Ein Drama in sieben Bildern. Erich Reiss, Berlin 1914 (Digitalisat im Internet Archive)
- Das Buch der Träume [36 Gedichte]. Erich Reiss, Berlin 1916 (Digitalisat im Internet Archive)
- Tristram und Ysolt. Ein Drama in fünf Akten. Erich Reiss, Berlin 1916 (Digitalisat im Internet Archive)
- Die weißen Götter. Roman, 4 Bde., Berlin 1918–1922 (Bd. 1 Digitalisat – Internet Archive, Bd. 2 Digitalisat – Internet Archive, Bd. 3 Digitalisat – Internet Archive)
- Das verlorene Ich. Eine Tragikomödie. Berlin 1922 (Digitalisat im Internet Archive)
- Grotesken, Berlin 1923
- Gesammelte Werke, Berlin 1924 (nur Bd. 1: Der Gral)
- Vortigern. Eine Tragödie. Erich Reiss, Berlin 1924
- Larion. Roman. Berlin 1926[12]
- Polynesisches Sprachgut in Amerika und in Sumer, Leipzig 1927[13]
- Im Schatten Shakespeares. Ein Roman. Horen-Verlag, Berlin 1929[14]
- Giuliano. Ein Roman. Zsolnay, Berlin/Wien/Leipzig 1933[15]
- Adils und Gyrid[16] [sowie Ein Blizzard[17]]. Zwei Erzählungen. Zsolnay, Berlin/Wien/Leipzig 1935
- Die Insel Perdita. Neue Gedichte und Balladen. Zsolnay, Berlin/Wien/Leipzig 1935

Postum erschienen
- Die segelnden Götter. Erzählung. Zsolnay, Berlin/Wien/Leipzig 1937[18]
- Gedichte, Berlin [u. a.] 1938
- Der herabstossende Adler [= Auszug (95 S.) aus Die weißen Götter]. Feldpostausgabe. Karl H. Bischoff Verlag, Berlin/Wien/Leipzig 1942[19]

Zeichnungen und Lithographien
- Saalecker Skizzenbuch. Mit einem Geleitwort von Paul Schultze-Naumburg. Erich Reiss, Berlin 1922
- Grotesken. Fünfzig Originallithographien, o. J. [1923][20]